# Tina Fey
Elizabeth Stamatina "Tina" Fey (født 18. maj 1970 i Upper Darby i Pennsylvania i USA) er en amerikansk skuespiller, manuskriptforfatter og komiker. Hun er blevet hædret med Emmy-, Golden Globe-, og Screen Actors Guild-priser for sit arbejde. I efteråret 2008 fik hendes karriere en højere national og international profil på grund af hendes Sarah Palin-parodier i amerikanske massemedier.

Ellers er hun kendt fra sit arbejde med og i tv-serien 30 Rock, en sit-com løst baseret på hendes erfaringer på Saturday Night Live.